# هيزل بارنز
هيزل بارنز (بالإنجليزية: Hazel Barnes)‏ هي مترجمة وفيلسوفة أمريكية، ولدت في 16 ديسمبر 1915 في ويلكس بار في الولايات المتحدة، وتوفيت في 18 مارس 2008 في بولدر في الولايات المتحدة.